# Belle Enfant
Pour plus de détails, voir Fiche technique et Distribution.
Belle Enfant est une comédie dramatique française réalisée par Jim et sortie en 2024,.

## Synopsis
Emily, jeune femme, apprend la tentative de suicide de sa mère.
Direction l'Italie en compagnie de ses sœurs, mais elle s'aperçoit que tout ceci est une sordide mise en scène  pour rassembler la famille...
En colère, Emily s'enfuit dans Gênes et fait la connaissance de Gabin, jeune homme mystérieux et quelque peu fantasque...

## Fiche technique
- Titre original : Belle Enfant
- Réalisation : Jim
- Scénario : Jim
- Musique : Philippe Kelly
- Photographie : Emmanuel Dauchy
- Son : Galaad Germa
- Montage : Adrien Fernandez
- Montage son : Morgane Bello
- Mixage son : Robin Candelier
- Décors :
- Costumes : Grazia Materia
- Production : Jim, Matthieu Zeller et Stella Savino
  - Production associée : Jean-Yves Bouvier, Bertrand Keppi et David Biard
- Sociétés de production : Octopolis
- Société de distribution : Octopolis
- Pays de production :  France
- Langue originale : français
- Genre : Comédie dramatique
- Durée : 102 minutes
- Dates de sortie :
  - France : 24 juillet 2024
  - Belgique : 14 août 2024

## Distribution
- Marine Bohin : Emily
- Baptiste Lecaplain : Gabin
- Marisa Berenson : Rosalyne
- Caroline Bourg : Salomé
- Cybèle Villemagne : Cheyenne
- Albert Delpy : Remy
- Haydee Borelly : Olga
- Michaël Cohen : Mika
- Sarah-Laure Estragnat : Angela et Sarah